# Ярамор (Волжский район)
Ярамор (мар. Ярамарий) — деревня в Волжском районе Республики Марий Эл России. Входит в состав Петъяльского сельского поселения.
Численность населения — 584 (2010) человек.

## География
Деревня находится в 3 км к северу от деревни Петъял, центра сельского поселения, на Сотнурской возвышенности.

## История
В 1763 году в деревне Большая Ярамора проживали государственные крестьяне, по национальности — марийцы. В 1782 году в деревне насчитывалось 275 мужчин и 282 женщины.
В 1839 году в деревне Ярамор Петъяльского общества Петъяльской волости находилось 103 двора, насчитывалось 333 души мужского пола. В 1867 году в деревне Ярамор Сотнурской волости в 122 дворах проживали 355 человек. В 1872 году около деревни находились 2 действующие водяные мельницы на реках Вонжа и Курма. В 1887 году в деревне Ярамор Сотнурской волости Царевококшайского уезда проживали 361 мужчина и 364 женщины, православные марийцы, а также 5 мужчин и 3 женщины — русские.
15 января 1897 года было открыто сельское училище. Училище размещалось в наёмном помещении. При училище работала библиотека.
В 1902—1905 годах в деревне находился 151 двор, проживали 419 мужчин и 412 женщин. В 1904 году в деревне работала ветряная мукомольная мельница.
В 1919 году в деревне работала школа I ступени. В 1922 году работала Яраморская смолокуренная артель, в которой насчитывалось 320 рабочих. В 1923 году в деревне Ярамор Сотнурской волости Царевококшайского уезда находился 181 двор, проживали 905 человек. В 1927 году деревня входила в состав Сотнурского сельсовета Звениговского кантона. В 1929 году в деревне организован колхоз. Вначале он назывался «Кушна нур», а затем имени Литвинова. В 1930 году в деревне построили новую школу, вскоре она сгорела. В 1931 году вновь выстроили школу-семилетку.
В 1937 году в деревне Ярамор Яраморского сельсовета Сотнурского района находился клуб. Работа велась на марийском языке. При клубе был зрительный зал на 700 мест, где проходили киносеансы и концерты. В клубе работали политический, антирелигиозный, драматический, музыкальный, хоровой, шахматно-шашечный кружки.
В 1960-е годы колхоз переименовали, он стал носить имя Жданова. В 1970 году деревня входила в состав совхоза «Дружба».
В 1980 году в деревне Ярамор Петъяльского сельсовета Волжского района находилось 228 хозяйств, проживали 341 мужчина и 448 женщин, большинство — марийцы.
В 2002 году в деревне 198 хозяйств, число жителей — 602. По центральной улице деревни проложена асфальтовая дорога, остальные дороги грунтовые. Дома в деревне в основном деревянные. В 500 метрах к юго-востоку от деревни находится священная роща.

## Население
| 2002 | 2010 |
| ---- | ---- |
| 515  | ↗584 |

## Известные уроженцы
Егоров Валериан Александрович (род. 1954) — советский и российский юрист, преподаватель, государственный и общественный деятель. Ректор Марийского государственного педагогического института имени Н. К. Крупской (2003―2008). Заведующий кафедрой права Марийского государственного университета, кандидат юридических наук; профессор Поволжского государственного технологического университета (с 2013). Первый главный федеральный инспектор по Республике Марий Эл (2000―2003), действительный государственный советник Российской Федерации 3 класса.

## Транспорт
Деревня расположена на автодороге регионального значения 88К-011 Помары — Коркатово.
Имеет автобусное сообщение с Волжском.

## Культура
- Яраморская сельская библиотека.